# Сезан (Жерс)
Сезан (фр. Cézan) насеље је и општина у јужној Француској у региону Миди Пирене, у департману Жерс која припада префектури Кондом.
По подацима из 2011. године у општини је живело 178 становника, а густина насељености је износила 14,57 становника/km². Општина се простире на површини од 12,22 km². Налази се на средњој надморској висини од 203 метара (максималној 231 m, а минималној 125 m).

## Демографија
| 1962. | 1968. | 1975. | 1982. | 1990. | 1999. | 2011. |
| ----- | ----- | ----- | ----- | ----- | ----- | ----- |
| 200   | 203   | 165   | 152   | 158   | 150   | 178   |

График промене броја становника у току последњих година